# António Tavares
António Miguel Macedo Pacheco Tavares (Barreiro, 10 dicembre 1975) è un ex cestista portoghese.
Alto 183 cm, giocava come guardia.